# Cratere Lyudmila
Lyudmila  è un cratere sulla superficie di Venere.